# آلن لیوریچ
آلن لیوریچ (کرواتی: Alen Liverić؛ زادهٔ ۱ ژانویهٔ ۱۹۶۷) بازیگر، و بازیگر تلویزیون اهل کرواسی است. وی از سال ۱۹۸۸ میلادی تاکنون مشغول فعالیت بوده‌است.